# Alcis hypopoecila
Alcis hypopoecila là một loài bướm đêm trong họ Geometridae.